# XtremeAir XA42
Die XtremeAir XA42 ist ein zweisitziges Sport- und Kunstflugzeug des deutschen Herstellers XtremeAir mit Sitz am Flughafen Magdeburg-Cochstedt. Das Muster wurde vorher unter der Verkaufsbezeichnung Sbach 342 angeboten.

## Geschichte
Ausgehend vom einsitzigen Experimentalbau Xtreme 3000 erfolgte eine Weiterentwicklung zu einem zulassungsfähigen Sportflugzeug, der XtremeAir XA41. Am 18. März 2011 erfolgte die Typzulassung nach EASA CS-23. Die Fertigstellung der Zulassung erfolgte am neu errichteten Standort Cochstedt bei Magdeburg. Hier erfolgt die komplette Herstellung und Montage der XA42.
Seit 2014 nutzt das Kunstflugteam Flying Bulls Aerobatics Team die XA42.

## Konstruktion
Die XA42 ist ein „unlimited aerobatic“-Flugzeug. Das Voll-CFK-Flugzeug ist ein Tiefdeckermodell mit konventionellem Leitwerk. Ausgerüstet ist das Flugzeug mit einem Dreiblatt-Verstellpropeller der Firma MT. Das Flugzeug ist in den Klassen Aerobatic und Utility nach CS-23 im März 2011 zugelassen worden. Eine weitere Zulassung erfolgte im November 2012 durch die amerikanische Luftfahrtbehörde FAA.
Die großen Steuerflächen in Verbindung mit konsequentem Leichtbau ermöglichen eine hohe Manövrierbarkeit bei Reduzierung der Steuerkräfte. Die einsitzige Variante XA41 wurde im Februar 2012 bei der EASA zugelassen.

## Technische Daten
| Kenngröße                   | Daten der XA42                   |
| --------------------------- | -------------------------------- |
| Besatzung                   | 1                                |
| Passagiere                  | 1                                |
| Länge                       | 6,67 m                           |
| Spannweite                  | 7,5 m                            |
| Höhe                        | 2,54 m                           |
| Flügelfläche                | 11,25 m²                         |
| Flügelstreckung             | 5                                |
| Nutzlast                    | 220 kg                           |
| Leermasse                   | 610 kg                           |
| max. Startmasse             | 999 kg (Utility & Acro I und II) |
|                             | 850 kg (Acro III)                |
| Reisegeschwindigkeit (VNO)  | 185 kts                          |
| Höchstgeschwindigkeit (VNE) | 225 kts                          |
| Rollrate                    | 540°/s                           |
| Dienstgipfelhöhe            | 4572 m (15.000 ft)               |
| Reichweite                  | 800 NM                           |
| Triebwerk                   | Lycoming AEIO-580-B1A            |
| Leistung                    | 235 kW                           |